# Proto-evangelie van Jakobus
Het Proto-evangelie van Jakobus is een tweede-eeuws kindsheidsevangelie dat verhaalt over de wonderbaarlijke conceptie van Maria (moeder van Jezus), haar opvoeding en huwelijk met Jozef van Nazareth, hun reis naar Bethlehem, de geboorte van Jezus en de gebeurtenissen direct daarna. Het is een apocrief van het Nieuwe Testament en het oudst bekende werk waarin wordt aangenomen dat Maria voor altijd maagd is gebleven, dus niet alleen tot Jezus' conceptie en geboorte, maar ook daarna. Het werk werd in 405 veroordeeld door Paus Innocentius I en rond 500 verworpen met het Decretum Gelasianum, maar werd desondanks een zeer invloedrijke bron in de Mariologie.

## Achtergrond
"Apocrief" is afgeleid van het Griekse ἀπόκρυφος, apókruphos, "verborgen" en wordt gebruikt om geschriften aan te duiden die niet zijn opgenomen in het Nieuwe Testament en dus niet tot de Canon van de Bijbel worden gerekend. Vaak lijken apocriefe werken op de canonieke boeken van het Nieuwe Testament. De oudste apocriefe evangelies stellen zich voor als werken van een van de leerlingen van Jezus. Veel ervan zijn geschreven in de tweede eeuw, de tijd van de "apostolische vaders". Toen op het eind van de vierde eeuw de canon werd vastgesteld, werden daarmee geschriften die niet op de lijst stonden, door de Kerk afgekeurd.
Het Proto-evangelie van Jakobus is in het midden van de tweede eeuw in het Grieks geschreven door een christen, die in Syrië of Egypte thuis hoorde en goed op de hoogte was van de geboorteverhalen zoals die in de evangelies van Matteüs en Lucas te vinden zijn. In later eeuwen is de legende over de geboorte en de jeugdjaren van Maria en Jezus verder uitgebreid in het Pseudo-Matteüsevangelie en het Evangelie van de Geboorte van Maria.
Origenes (185-254) citeert het werk als Biblos Iakoobou, "boek van Jakobus". De oudst bewaard gebleven Griekse tekst is het zogenaamde Papyrus Bodmer V uit de vierde eeuw. In die tekst is een dubbele titel te vinden: Genesis Marias, "Afkomst van Maria" en Apokalupsis Iakoob "Openbaring van Jakobus".
De tegenwoordige naam Proto-evangelie van Jakobus is afkomstig van Guillaume Postel (1510-1581), Frans humanist en kenner van de Semitische talen. Na een reis van 1548-1550 door het Midden-Oosten, waar hij een Grieks manuscript ontdekte, publiceerde hij in 1552 zijn Latijnse vertaling, die door Theodor Bibliander in Bazel werd uitgegeven. Sindsdien is de naam: Protevangelium Jacobi gemeengoed geworden. De Griekse tekst werd pas twaalf jaar later door Michael Neander uitgegeven. 
Proto-evangelie betekent letterlijk: "eerste evangelie" of "oer-evangelie". Postel noemde het werk zo, omdat de schrijver het doet voorkomen alsof Jakobus de Rechtvaardige, de broer van Jezus, het werk geschreven heeft lang voor de andere evangelies. Deze Jakobus wordt ook wel Jakobus Minor, "Jakobus de Mindere" genoemd. De schrijver doet het voorkomen, dat hij ooggetuige is geweest van de geboorte van Jezus.

## Inhoud
Het bestaat uit 25 hoofdstukken die elk gemiddeld drie verzen kennen. De aanduiding 'evangelie' past niet echt bij de inhoud ervan. Het is veeleer een verzameling legendes over het leven van Maria die zich afspelen in de periode voorafgaand aan de inhoud van de canonieke evangeliën. Het is dan ook wel een "prequel" genoemd.
Het boekje is één verheerlijking van de maagd Maria, vóór, tijdens en na de geboorte van Jezus. Maria wordt voorgesteld als de meest zuivere persoon die men zich maar kan voorstellen. De verhalen gaan onder andere over de wonderbaarlijke geboorte van Maria als dochter van Anna en Joachim (een "vrucht van Gods gerechtigheid" in 6:3), haar jeugd als tempelmaagd onder de hoede van de priesters in de Joodse tempel van Jeruzalem en hoe zij aan Jozef werd uitgehuwelijkt, waarbij motieven uit de Hebreeuwse Bijbel zijn overgenomen. Twijfel aan de maagdelijkheid van Maria wordt door God bestraft.

### Hoofdstuk 1-8:2
Joachim en Anna, een welgesteld, vroom, maar kinderloos echtpaar, ondervinden de schande van de kinderloosheid. Joachim krijgt het verwijt van zijn kinderloosheid te horen in de tempel. Zijn offer wordt daarom geweigerd. Hij vlucht vanwege die schande de woestijn in. Tegelijkertijd krijgt Anna hetzelfde verwijt van haar dienares. Zij gaat haar tuin in, klaagt tot God over haar weduwschap, want zij denkt dat haar man dood is, en klaagt over haar kinderloosheid.
Een engel komt haar zeggen dat God haar klacht heeft gehoord en dat zij in verwachting is. Anna belooft het kind aan God te wijden. Joachim wordt op hetzelfde moment in de woestijn op de hoogte gesteld van de zwangerschap van zijn vrouw en keert terug naar huis. Zij ontmoeten elkaar bij de (Gouden) Poort in Jeruzalem en omhelzen elkaar. Anna krijgt een dochter en noemt haar Maria. Als Maria zes maanden oud is en de eerste stapjes zet, maakt Anna thuis een heiligdom opdat het kind op geen enkele manier bezoedeld zou worden. Joachim geeft voor heel het volk een groot feest als Maria een jaar oud is. Op haar derde jaar wordt Maria, net zoals de profeet Samuel, naar de tempel gebracht en zonder om te kijken gaat zij de treden van het tempelaltaar op, waar zij de rest van haar jeugd doorbrengt en gevoed wordt door engelen.

### Hoofdstuk 8:3-16:3
Als Maria twaalf jaar oud is, moet zij de tempel uit en zoekt de hogepriester onder de ongehuwde jonge mannen en weduwnaars een man voor haar, die haar alleen maar mag behoeden. Deze moeten hun staf in de tempel leggen. Wiens staf zal gaan bloeien wordt door de hogepriester aangewezen om man van Maria te worden. Jozef, een oude man staat er letterlijk, is de enige wiens staf gaat bloeien. Daarom is hij de uitverkoren bruidegom. Hij protesteert, want hij is te oud. Maar hij wordt door de hogepriester tot de orde geroepen en trouwt met Maria. Daarna vertrekt hij onmiddellijk voor een bouwopdracht.
Maria weeft met enkele meisjes een voorhangsel voor de tempel en krijgt van de engel te horen dat zij door de Heilige Geest in verwachting is van een kind, dat zij Jezus moet noemen. Zij gaat naar haar verwante Elisabet en keert na een paar maanden naar huis terug. Er wordt veel nadruk gelegd op de zwangerschap. Dag na dag nam haar buik in omvang toe. Zij is zes maanden zwanger als Jozef thuis komt. Hij is ten einde raad, want hij heeft niet aan zijn opdracht voldaan: het behoeden van Maria.
De priesters komen erachter en Jozef wordt ter verantwoording geroepen. Zowel Jozef als Maria moeten de proef met het bittere water (Numeri 5:19-28) ondergaan. Zij doorstaan die proef met glans. De hogepriester verklaart daarop, dat Maria (evenals Jozef) zonder zonde is en zij keren naar huis terug. Zij brengt haar kind ter wereld en is ook na de geboorte nog maagd.

### Hoofdstuk 17:1-24:3
Jozef gaat met zijn kinderen en Maria naar Bethlehem om zich te laten inschrijven op bevel van keizer Augustus. Onderweg beginnen de weeën. De geboorte van Jezus vindt niet in een stal maar in een grot plaats. Jozef gaat op zoek naar een vroedvrouw en hij heeft een wonderlijk visioen: de tijd staat stil. Intussen wordt het kind geboren. De schrijver is daarvan getuige. Jozef vindt een vroedvrouw. Het kind wordt in een wolk geboren en verschijnt in het licht. De vroedvrouw gaat weg en vertelt aan Salome dat een maagd gebaard heeft, wat de menselijke natuur niet begrijpt. Salome wil de maagdelijkheid van Maria constateren. Haar hand valt in het vuur. Als zij berouw heeft, zegt een engel haar dat zij het kind moet aanraken. Haar hand wordt genezen.
Wijzen komen op bezoek. Zij spreken uitvoerig over de ster die zij hebben gezien en gaan op weg naar het kind. Zij keren langs een andere weg terug naar hun land. Herodes wil in Bethlehem alle kinderen jonger dan twee jaar doden. Maria verstopt haar kind in een voederbak. Daarmee wordt de voederbak (kribbe) traditie gekoppeld aan de grot-traditie. Over de vlucht naar Egypte wordt niets verteld. Johannes ontsnapt met Elisabet, maar zijn vader Zacharias wordt door de dienaren van Herodes in de tempel vermoord. Heel het volk rouwt om de dood van Zacharias. Als opvolger wordt Simeon gekozen, die de Christus zou zien. 

### Hoofdstuk 25:1-2
Jakobus stelt zichzelf voor als auteur in Jeruzalem.

## Nawerking in de kunst
Het Proto-evangelie van Jakobus heeft een nauwelijks te overschatten kunstzinnige nawerking gehad, vooral in de 15e en 16e eeuw. Een aantal thema's is onder andere in beeldhouwwerken, schilderijen, gebrandschilderde ramen uitgewerkt en nog steeds in kerken en vooral ook in musea te vinden: de verdrijving uit de tempel van Joachim; het visioen van Joachim; de klacht en het visioen van Anna; de ontmoeting van Joachim en Anna bij de poort (in de iconografie bekend als de 'Gouden Poort'); de geboorte van Maria (in de iconografie bekend als 'Het Kraambed'); de opdracht van Maria in de tempel, de uitverkiezing van Jozef of de bloeiende staf; het huwelijk van Maria en Jozef; Jozef als timmerman; Maria weeft het voorhangsel; Maria met een waterkruik.